# 프레디 피츠시먼스
프레더릭 랜디스 피츠시먼스(영어: Frederick Landis Fitzsimmons, 1901년 7월 28일~1979년 11월 18일)는 "팻 프레디"(영어: Fat Freddie)라는 별명으로 알려진 미국의 프로 야구 선수이자 감독, 코치로, 선수 시절 포지션은 투수였다. 1925년부터 1943년까지 메이저 리그 베이스볼(MLB)의 뉴욕 자이언츠와 브루클린 다저스에서 선수 생활을 했다.
너클 커브를 구사하는 투수로 유명했으며, 통산 217승을 거뒀다. 1940년 시즌에는 16승 2패, 승률 .889를 기록하며 내셔널 리그(NL) 단일 시즌 최고 승률 기록을 세웠으며, 이 기록은 1959년까지 이 부문 1위로 남아 있었다.